# Chalcedoon
Chalcedoon of chalcedon is een halfedelsteen en een variëteit van het mineraal kwarts. De kleur is bijna wit tot lichtblauw of duifblauw, vaak met strepen. De steen wordt ook in andere kleuren gevonden en krijgt dan een eigen naam. Chrysopraas is appelgroen, carneool is roze of rood en sarder is bruin. Agaat heeft diverse kleuren en een smalle bandering.
Er werden in de oudheid beeldjes van weergoden uit chalcedoon gesneden en er werd een aantal geneeskrachtige werkingen aan toegekend, zoals tegen heesheid, amandelontsteking, stembandproblemen en spataderen.
Chalcedoon en opaal zijn polymorf. Ze hebben allebei de molecuulformule SiO2·nH2O, dus zijn allebei een siliciumdioxide. Chalcedoon heeft een trigonaal kristalstelsel, maar opaal is amorf.
Vindplaatsen zijn in onder andere Brazilië, Madagaskar, Uruguay, India, VS en Groot-Brittannië. De helderblauwe chalcedoon komt uit Namibië en wordt steeds zeldzamer, waardoor de steen in waarde stijgt.